# Gunungsitoli
Gunungsitoli là thủ phủ của huyện Nias, tỉnh Bắc Sumatra, Indonesia. It is located at 1°17′B 97°37′Đ / 1,283°B 97,617°Đ. Đây là một thành phố giáp biển nằm trên đảo Nias.